# Qadyr Tagajew
Qadyr Tagajew (kasachisch Қадыр Тағаев; 1891 im Gebiet Qysylorda  – 1980) war ein kasachischer Kolchosbauer, der als Pferdezüchter arbeitete. Er wurde im Dorf Kelintöbe (kasachisch Келінтөбе) in einer armen Familie geboren. Im Jahr 1948 wurde er mit dem Ehrentitel „Held der sozialistischen Arbeit“ ausgezeichnet.

## Auszeichnungen
- Held der sozialistischen Arbeit (1948)[1]
- Leninorden